# Ausztria az 1928. évi téli olimpiai játékokon
Ausztria a svájci St. Moritzban megrendezett 1928. évi téli olimpiai játékok egyik részt vevő nemzete volt. Az országot az olimpián 8 sportágban 39 sportoló képviselte, akik összesen 4 érmet szereztek.

## Érmesek
| Érem  | Versenyző                    | Sportág     | Versenyszám  |
| ----- | ---------------------------- | ----------- | ------------ |
| Ezüst | Willy Böckl                  | Műkorcsolya | Férfi egyéni |
| Ezüst | Friederike Burger            | Műkorcsolya | Női egyéni   |
| Ezüst | Lilly Scholz Otto Kaiser     | Műkorcsolya | Páros        |
| Bronz | Melitta Brunner Ludwig Wrede | Műkorcsolya | Páros        |

## Bob
| Versenyző                                                                 | 1. futam | 1. futam | 2. futam | 2. futam | Összesítés | Összesítés |
| Versenyző                                                                 | Idő      | Hely.    | Idő      | Hely.    | Idő        | Helyezés   |
| ------------------------------------------------------------------------- | -------- | -------- | -------- | -------- | ---------- | ---------- |
| Franz Lorenz Franz Wohlgemuth Eduard Pechanda Benno Karner Richard Lorenz | 1:44,2   | 14.      | kizárták | kizárták | kiesett    | kiesett    |
| Gustav Mader Hugo Weinstengel Michael Waissnix Walter Sehr Franz Pamperl  | 1:52,3   | 23.      | 1:49,7   | 22.      | 3:42,0     | 22.        |

## Északi összetett
| Versenyző         | Sífutás | Sífutás | Sífutás | Síugrás  | Síugrás  | Síugrás | Síugrás | Összesítés | Összesítés |
| Versenyző         | Sífutás | Sífutás | Sífutás | 1. ugrás | 2. ugrás | Össz.   | Össz.   | Összesítés | Összesítés |
| Versenyző         | Idő     | Pont    | Hely.   | Távolság | Távolság | Pont    | Hely.   | Pont       | Helyezés   |
| ----------------- | ------- | ------- | ------- | -------- | -------- | ------- | ------- | ---------- | ---------- |
| Harald Paumgarten | 1:51:43 | 12,750  | 10.     | 38,5     | 38,0     | 10,958  | 24.     | 11,854     | 17.        |

## Gyorskorcsolya
| Versenyző     | Versenyszám | Eredmény | Helyezés |
| ------------- | ----------- | -------- | -------- |
| Fritz Moser   | 500 m       | 46,7     | 18.      |
| Fritz Moser   | 1500 m      | 2:31,4   | 16.      |
| Fritz Moser   | 5000 m      | 9:57,8   | 27.      |
| Otto Polacsek | 500 m       | 47,5     | 21.      |
| Otto Polacsek | 5000 m      | 9:08,9   | 8.       |
| Rudolf Riedl  | 500 m       | 49,1     | 24.*     |
| Rudolf Riedl  | 1500 m      | 2:37,8   | 22.      |
| Rudolf Riedl  | 5000 m      | 9:53,5   | 26.      |

* - egy másik versenyzővel azonos eredményt ért el

## Jégkorong
| Osztrák férfi jégkorongcsapat-játékoskeret                                                 | Osztrák férfi jégkorongcsapat-játékoskeret                                                  |
| ------------------------------------------------------------------------------------------ | ------------------------------------------------------------------------------------------- |
| - Herbert Brück - Walter Brück - Jacques Dietrichstein - Hans Ertl - Sepp Göbl - Hans Kail | - Herbert Klang - Ulli Lederer - Walter Sell - Reginald Spevak - Hans Tatzer - Hermann Weiß |

### Eredmények
Csoportkör
C csoport
| Csapat      | M | Gy | D | V | G+ | G– | Gk | P |
| ----------- | - | -- | - | - | -- | -- | -- | - |
| Svájc       | 2 | 1  | 1 | 0 | 5  | 4  | +1 | 3 |
| Ausztria    | 2 | 0  | 2 | 0 | 4  | 4  | 0  | 2 |
| Németország | 2 | 0  | 1 | 1 | 0  | 1  | –1 | 1 |

| 1928. február 10. | Svájc (SUI) | 4 – 4 (2–4, 1–0, 1–0) | Ausztria | St. Moritz |

|  |  |  |  |  |
|  |  |  |  |  |
|  |  |  |  |  |
|  |  |  |  |  |

| 1928. február 13. | Ausztria (AUT) | 0 – 0 (0–0, 0–0, 0–0) | Németország | St. Moritz |

|  |  |  |  |  |
|  |  |  |  |  |
|  |  |  |  |  |
|  |  |  |  |  |

| Csapat   | Helyezés |
| -------- | -------- |
| Ausztria | 7.       |

## Műkorcsolya
| Versenyző                    | Versenyszám  | Kötelező elemek   | Kötelező elemek | Kűr               | Kűr   | Összesítés                     | Összesítés                     | Összesítés                     | Összesítés                     | Összesítés                     | Összesítés                     | Összesítés                     | Összesítés                     | Összesítés                     | Összesítés        | Összesítés  | Összesítés | Összesítés |
| Versenyző                    | Versenyszám  | Kötelező elemek   | Kötelező elemek | Kűr               | Kűr   | Helyezési pontszámok bírónként | Helyezési pontszámok bírónként | Helyezési pontszámok bírónként | Helyezési pontszámok bírónként | Helyezési pontszámok bírónként | Helyezési pontszámok bírónként | Helyezési pontszámok bírónként | Helyezési pontszámok bírónként | Helyezési pontszámok bírónként | Több. hely. száma | Hely. össz. | Pont       | Helyezés   |
| Versenyző                    | Versenyszám  | Több. hely. száma | Hely.           | Több. hely. száma | Hely. | 1                              | 2                              | 3                              | 4                              | 5                              | 6                              | 7                              | 8                              | 9                              | Több. hely. száma | Hely. össz. | Pont       | Helyezés   |
| ---------------------------- | ------------ | ----------------- | --------------- | ----------------- | ----- | ------------------------------ | ------------------------------ | ------------------------------ | ------------------------------ | ------------------------------ | ------------------------------ | ------------------------------ | ------------------------------ | ------------------------------ | ----------------- | ----------- | ---------- | ---------- |
| Willy Böckl                  | Férfi egyéni | 5×2+              | 2.              | 4×2+              | 2.    | 2,0                            | 1,0                            | 2,0                            | 1,0                            | 2,0                            | 2,0                            | 3,0                            |                                |                                | 6×2+              | 13,0        | 2682,50    |            |
| Karl Schäfer                 | Férfi egyéni | 4×5+              | 6.              | 5×4+              | 4.    | 4,0                            | 2,0                            | 4,0                            | 3,0                            | 6,0                            | 7,0                            | 9,0                            |                                |                                | 4×4+              | 35,0        | 2471,75    | 4.         |
| Ludwig Wrede                 | Férfi egyéni | 4×9+              | 10.             | 4×5+              | 5.    | 8,0                            | 8,0                            | 7,0                            | 10,0                           | 8,0                            | 5,0                            | 7,0                            |                                |                                | 6×8+              | 53,0        | 2341,75    | 8.         |
| Friederike Burger            | Női egyéni   | 4×6+              | 6.              | 4×2+              | 2.    | 3,0                            | 2,0                            | 4,0                            | 5,0                            | 6,0                            | 3,0                            | 2,0                            |                                |                                | 4×3+              | 25,0        | 2248,50    |            |
| Melitta Brunner              | Női egyéni   | 4×6+              | 7.              | 4×10+             | 9.    | 2,0                            | 7,0                            | 8,0                            | 10,0                           | 8,0                            | 9,0                            | 4,0                            |                                |                                | 5×8+              | 48,0        | 2087,50    | 7.         |
| Ilse Hornung                 | Női egyéni   | 4×11+             | 11.             | 5×8+              | 7.    | 8,0                            | 9,0                            | 10,0                           | 8,0                            | 9,0                            | 7,0                            | 3,0                            |                                |                                | 4×8+              | 54,0        | 2050,75    | 8.         |
| Grete Kubitschek             | Női egyéni   | 4×15+             | 15.             | 5×17+             | 17.   | 17,0                           | 15,0                           | 11,0                           | 19,0                           | 17,0                           | 16,0                           | 14,0                           |                                |                                | 4×16+             | 109,0       | 1778,50    | 17.        |
| Lilly Scholz Otto Kaiser     | Páros        |                   |                 |                   |       | 3,0                            | 2,0                            | 2,0                            | 2,0                            | 1,0                            | 2,0                            | 1,0                            | 2,0                            | 2,0                            | 8×2+              | 17,0        | 99,25      |            |
| Melitta Brunner Ludwig Wrede | Páros        |                   |                 |                   |       | 2,0                            | 4,0                            | 3,0                            | 5,0                            | 3,0                            | 3,0                            | 3,0                            | 3,0                            | 3,0                            | 7×3+              | 29,0        | 93,25      |            |

## Sífutás
| Versenyző         | Versenyszám | Eredmény | Helyezés |
| ----------------- | ----------- | -------- | -------- |
| Harald Paumgarten | 18 km       | 1:51:43  | 17.      |

## Síugrás
| Versenyző    | 1. ugrás | 2. ugrás | Összesítés | Összesítés |
| Versenyző    | Távolság | Távolság | Pont       | Helyezés   |
| ------------ | -------- | -------- | ---------- | ---------- |
| Harald Bosio | 36,5     | 52,0     | 12,062     | 29.        |

## Szkeleton
| Versenyző          | 1. futam | 1. futam | 2. futam | 2. futam | 3. futam | 3. futam | Összesítés | Összesítés |
| Versenyző          | Idő      | Hely.    | Idő      | Hely.    | Idő      | Hely.    | Idő        | Helyezés   |
| ------------------ | -------- | -------- | -------- | -------- | -------- | -------- | ---------- | ---------- |
| Louis Hasenknopf   | 1:15,4   | 9.       | 1:10,9   | 8.       | 1:10,4   | 8.       | 3:36,7     | 8.         |
| Franz Unterlechner | 1:05,9   | 8.       | 1:03,4   | 5.*      | 1:04,2   | 5.*      | 3:13,5     | 6.         |

* - egy másik versenyzővel azonos eredményt ért el